# Steve Jansen

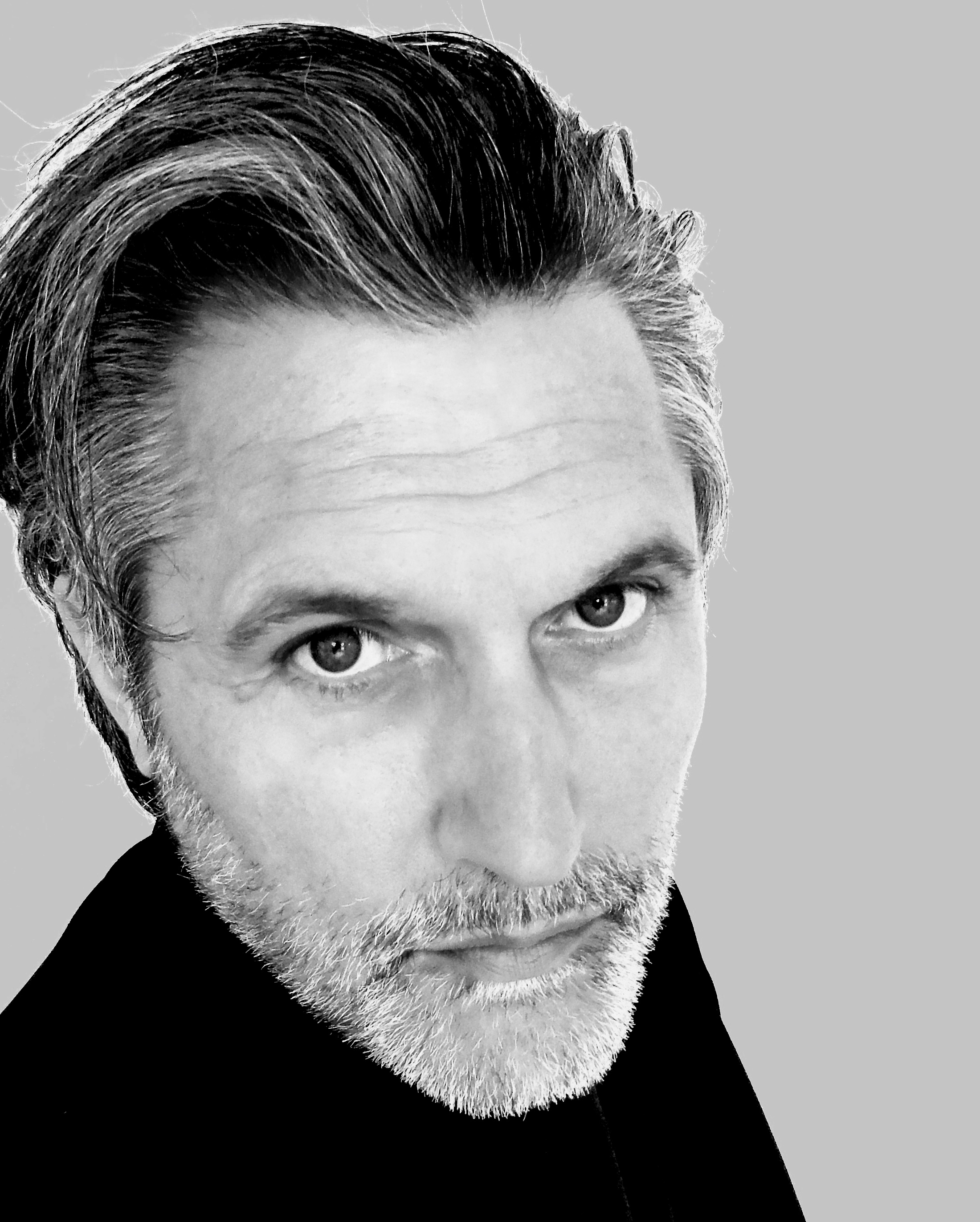
Steve Jansen, 2017

Steve Jansen (* 1. Dezember 1959 in Sydenham, London Borough of Lewisham, England; eigentlich: Stephen Ian Batt) ist ein englischer Schlagzeuger, Percussionist, Komponist und Musikproduzent und Gründungsmitglied der englischen Band Japan.

## Leben und Karriere
Jansen spielt seit seinem 15. Lebensjahr Schlagzeug. Er wuchs als eines von fünf Kindern in South London auf. Mit 18 Jahren gründete er zusammen mit seinem Bruder David Sylvian, Mick Karn, Richard Barbieri und Rob Dean die Band Japan. Japan lösten sich 1982 auf dem Höhepunkt ihrer Karriere auf. 1991 kamen die Musiker noch einmal unter dem Projektnamen Rain Tree Crow für die Aufnahme des gleichnamigen Albums zusammen.
Nach der Auflösung der Band Japan arbeitete Jansen zunächst als Session-Musiker. Jansen trat mit Sylvian während dessen Livetourneen auf, wo er das Schlagzeugspiel und die Percussion übernahm. Von 1984 bis 1986 war er außerdem Schlagzeuger der australischen Band Icehouse. 1991 gründete Jansen mit seinen ehemaligen Bandkollegen Barbieri und Karn das Label Medium Productions. Unter dem Namen Jansen/Barbieri und als The Dolphin Brothers veröffentlichten sie mehrere Alben auf diesem Label. Mit David Sylvian und Bernd Friedman arbeitete er auch unter dem Projektnamen Nine Horses zusammen.
2007 folgte das erste Soloalbum mit dem Titel Slope. Über den kreativen Prozess und die Aufnahme des Albums sagte Jansen:

„Ich habe bei der Aufnahme versucht die Akkord- und Songstrukturen und die üblichen bekannten kompositorischen Bausteine zu vermeiden. Stattdessen wollte ich die unzusammenhängenden Klänge, Musiksamples, Rhythmen und Ereignisse so zusammensetzen, dass sie von meinen eigenen Vorstellungen als Musiker abzuweichen.“

An dem Album Slope arbeitete er mit Joan Wasser, Anja Garbarek, Sweet Billy Pilgrim, Thomas Feiner und Nina Kinert und David Sylvian zusammen. 2016 veröffentlichte Jansen das zweite Soloalbum mit dem Titel The Tender Extinction, das über Bandcamp veröffentlicht wurde. 2014 gründete Jansen das Musikprojekt Exit North mit den drei schwedischen Musikern Charlie Storm, Ulf Jansson und Thomas Feiner. Exit North veröffentlichten über Bandcamp im Oktober 2018 das Album Book of Romance and Dust und im Dezember 2020 das Album Let Their Hearts Desire.
Während seiner Zeit als Bandmitglied von Japan dokumentierte Jansen als Fotograf die Band und ihren Lebensstil. 1982 und 1983 folgten Fotoausstellungen in Tokio und London. Im Oktober 2015 veröffentlichte er über den japanischen Verlag Artes Publishing ein Buch mit seinen Fotografien unter dem Titel Through a Quiet Window.

## Diskografie
Soloalben
- 2007 – Slope
- 2016 – Tender Extinction
- 2017 – The Extinct Suite
- 2018 – Corridor

Als Musiker mit Japan
- 1977 – Adolescent Sex (Hansa Records)
- 1978 – Obscure Alternatives (Hansa Records)
- 1979 – Quiet Life (Hansa Records)
- 1980 – Gentlemen Take Polaroids (Virgin records)
- 1981 – Tin Drum (Virgin Records)
- 1981 – Assemblage (Compilation) (Hansa Records)
- 1983 – Oil on Canvas (Livealbum) (Virgin Records)
- 1984 – Exorcising Ghosts (Compilation) (Virgin Records)
- 1989 – Souvenir From Japan (Compilation) (Hansa Records)s
- 1991 – The Other Side Of Japan (Compilation) (Receiver Records)

Als Musiker mit Rain Tree Crow
- 1991 – Rain Tree Crow (Virgin Records)

Als Musiker mit Icehouse
- 1986 – Measure For Measure

Als The Dolphin Brothers
- 1987 – Catch The Fall

Mit David Sylvian
- 1984 – Brilliant Trees (Virgin Records)
- 1985 – Words With The Shaman, David Sylvian, Jon Hassell, Steve Jansen, Holger Czukay
- 1986 – Gone To Earth

Als Jansen/Barbieri
- 1985 – Worlds In A Small Room
- 1991 – Stories Across Borders
- 1995 – Stone To Flesh
- 1996 – Other Worlds In A Small Room
- 1997 – Lumen

Als Jansen/Barbieri/Karn
- 1994 – Beginning to Melt* (Medium Productions)
- 1994 – Seed* (Medium Productions)
- 1999 – ISM* (Polydor / Medium)
- 2001 – Playing in a Room with People* (Medium Productions)

Als Jansen/Barbieri/Takemura
- 1997 – Changing Hands* (Medium Productions)

Als Nine Horses
- 2005 – Snow Borne Sorrow
- 2006 – Wonderful World (EP)
- 2007 – Money For All
- 2005 – Snow Borne Sorrow
- 2006 – Wonderful World (EP)
- 2007 – Money For All

Als Exit North
- 2018 – Book of Romance and Dust
- 2020 – Let Their Hearts Desire

Als Gastmusiker
- 1997 – PulseXPulse – Yukihiro Takahashi, Zoe Niblett, Tony Mansfield, Sonia Mehta, Steve Jansen
- 1997 – Changing Hands – Richard Barbieri, Nobukazu Takemura, Steve Jansen
- 1998 – Marco Polo (Volume II) – Nicola Alesini, Pier Luigi Andreoni, Steve Jansen, Richard Barbieri, Roger Eno, Harold Budd, David Torn
- 2001 – Kinoapparatom – Claudio Chianura, Steve Jansen
- 2009 – A Secret Life – Gigi D’Agostino, John Foxx, Steve Jansen
- 2001 – N.M.L. No More Landmine – Zero Landmine, Ryuichi Sakamoto, David Sylvian, u. a.
- 2019 – Neither Present Nor Absent – Steve Jansen, Maiya Hershey